# Was It Worth It?
Singles de Pet Shop Boys
DJ Culture
(1991) Can You Forgive Her?
(1993)
Was It Worth It? est une chanson du duo britannique Pet Shop Boys extraite du premier album de leurs plus grands succès, Discography: The Complete Single Collection, paru le 4 novembre 1991.
Le 9 octobre 1991, cinq semaines après la sortie de l'album, la chanson a été publiée en single. C'était le deuxième et dernier single tiré de cet album.
Le single a atteint la 24e place au Royaume-Uni.